# 橘冠凤头鹦鹉
橘冠凤头鹦鹉，又称浅黄冠凤头鹦鹉，是鸚形目鳳頭鸚鵡科鳳頭鸚鵡屬的一種鳥類。該物種僅分布于印度尼西亚的松巴島內。因遭受了劇烈的族群下降，在《國際自然保護聯盟瀕危物種紅色名錄》中被列為極危物種。
這種鳥類由英國動物學家路易斯·弗雷澤首次以「（原文如此）」的名字命名，並只用了簡短的描述寫明該物種是在倫敦動物學會的籠舍中發現的。
在過去，該物種一直被視為是小葵花鳳頭鸚鵡的亞種。在2004年的測量研究中，其頭冠的顏色、尾長比例、性情均與其他亞種有所不同，因此被認為擁有「相當接近物種的地位」。2021年時，國際鳥盟將其獨立為一物種，而世界鳥類學家聯合會也在2023年跟隨其作法。
其屬名來自馬來語或，這些詞即指這些鳳頭鸚鵡。:82種小名源自拉丁語的（意為「檸檬黃」）及（意為「帶有頭飾的」）。:110
這種鳳頭鸚鵡体长33厘米，除了擁有橘黃色（或橙杏色）的頭冠之外，翅膀及尾巴內側也有一些淡黃色羽毛。牠們主要以水果、浆果、花朵、坚果种子为食，饲养環境下也能食用蔬菜等綠色食物。喙强壮而有力，因此饲养需要关在金属笼子内，同时主要经常陪伴，非则无聊过度会啄伤自己生气时会竖起羽冠。
其繁殖季在5—9月之間。二到四岁后达到性成熟，每次产卵2—3颗，孵化期3—4周，羽化期8—10周，每年可产卵两次。其繁殖成功率可能相當受到雨量的影響，並且非常偏好相當高的大型落葉樹（平均高度約22公尺）。
松巴島現在正一直不斷遭受到樹林砍伐的破壞，其森林大多被碎片化，並影響了橘冠鳳頭鸚鵡的數量。同時這個物種在歷史上也一直被視為農業上的有害生物，加上現在大量被寵物貿易及用以食用，在過去約50年中可能減少了80%的數量，並在2021年時推估餘下不到2000隻。《瀕危野生動植物種國際貿易公約》也將其列為附錄一的名錄中，印尼政府也已立法將其列入完全的保護中。

## 外部連結
- 维基共享资源上的相關多媒體資源：橘冠凤头鹦鹉